# Marcilhac-sur-Célé
Marcilhac-sur-Célé é uma comuna francesa na região administrativa de Occitânia, no departamento de Lot. Estende-se por uma área de 27,35 km². Em 2010 a comuna tinha 205 habitantes (densidade: 7,5 hab./km²).